# 第16回エンパイア賞
第16回エンパイア賞（ジェイムソン・エンパイア賞）は、2010年の映画を対象とした賞であり、2011年3月27日にグロブナー・ハウス・ホテルで、ダラ・オブライアンの司会で開催された。

## 受賞と候補一覧
太字が受賞である。

### 作品賞
- 『インセプション』[3]
  - 『キック・アス』[3]
  - 『スコット・ピルグリム VS. 邪悪な元カレ軍団』[3]
  - 『英国王のスピーチ』[3]
  - 『ソーシャル・ネットワーク』[3]

### 英国作品賞
- 『キック・アス』[4]
  - 『127時間』[4]
  - Four Lions[4]
  - 『モンスターズ/地球外生命体』[4]
  - 『英国王のスピーチ』[4]

### コメディ賞
- Four Lions[5]
  - 『小悪魔はなぜモテる?!』[5]
  - 『伝説のロックスター再生計画!』[5]
  - 『アザー・ガイズ 俺たち踊るハイパー刑事!』[5]
  - 『トイ・ストーリー3』[5]

### ホラー賞
- 『ラスト・エクソシズム』[6]
  - 『エルム街の悪夢』
  - 『モールス』[6]
  - 『パラノーマル・アクティビティ2』[6]
  - 『クレイジーズ』[6]

### SF・ファンタジー賞
- 『ハリー・ポッターと死の秘宝 PART1』[7]
  - 『アリス・イン・ワンダーランド』[7]
  - 『インセプション』[7]
  - 『キック・アス』[7]
  - 『スコット・ピルグリム VS. 邪悪な元カレ軍団』[7]

### スリラー賞
- 『ミレニアム ドラゴン・タトゥーの女』[8]
  - 『127時間』[8]
  - 『ブラック・スワン』[8]
  - 『シャッター アイランド』[8]
  - 『ザ・タウン』[8]

### 男優賞
- コリン・ファース - 『英国王のスピーチ』[9]
  - アーロン・ジョンソン - 『キック・アス』[9]
  - ジェームズ・フランコ - 『127時間』[9]
  - ジェシー・アイゼンバーグ - 『ソーシャル・ネットワーク』[9]
  - レオナルド・ディカプリオ - 『インセプション』[9]

### 女優賞
- ノオミ・ラパス - 『ミレニアム ドラゴン・タトゥーの女』[10]
  - エマ・ワトソン - 『ハリー・ポッターと死の秘宝 PART1』[10]
  - ヘレナ・ボナム＝カーター - 『英国王のスピーチ』[10]
  - ナタリー・ポートマン - 『ブラック・スワン』[10]
  - オリヴィア・ウィリアムズ - 『ゴーストライター』[10]

### 監督賞
- エドガー・ライト - 『スコット・ピルグリム VS. 邪悪な元カレ軍団』[11]
  - クリストファー・ノーラン - 『インセプション』[11]
  - デヴィッド・フィンチャー - 『ソーシャル・ネットワーク』[11]
  - マシュー・ヴォーン - 『キック・アス』[11]
  - トム・フーパー - 『英国王のスピーチ』[11]

### 新人賞
- クロエ・グレース・モレッツ - 『キック・アス』、『モールス』[12]
  - ギャレス・エドワーズ — 『モンスターズ/地球外生命体』[12]
  - ジェイデン・スミス - 『ベスト・キッド』[12]
  - ジェニファー・ローレンス - 『ウィンターズ・ボーン』[12]
  - ミア・ワシコウスカ - 『アリス・イン・ワンダーランド』[12]

### ダン・イン・60セカンズ賞
- 『127時間』 - メイヴ・スタム（ オランダ）[13]
  - 『アバター』 - Valentina Kurochkina （ ロシア）[14]
  - 『レイダース/失われたアーク《聖櫃》』 - サミュエル・ハイリガース（ スウェーデン）[14]
  - 『エクソシスト』 - リー・ハードキャッスル（ イギリス）[14]
  - 『ライオン・キング』 - ミカエル・ホアイト（ イギリス）[14]

### 特別賞

#### エンパイア・ヒーロー賞
- キーラ・ナイトレイ[15]

#### インスピレーション賞
- エドガー・ライト[16]

#### アイコン賞
- ゲイリー・オールドマン[17]